# 볼링그린 주립 대학교
볼링그린 주립 대학교(Bowling Green State University, BGSU)는 미국 오하이오주 볼링그린에 위치한 공립 연구형 대학이다. 주 학술 및 상주 캠퍼스 면적은 541.5 헥타르에 달하며 오하이오주 털리도에서 남쪽으로 24킬로미터 지점에 위치해 있다. 이 대학교는 자연사회과학, 교육, 예술, 비즈니스, 건강 및 복지, 인문, 응용기술 부문의 프로그램 및 연구시설을 보유하고 있다. 이 기관은 1910년 사범대학으로서 시작했다. 이후 공립 연구형 대학으로 발전하였다.